# Лікарська справа (журнал)
Лікарська справа (Likars'ka sprava англ.) — український та міжнародний щоквартальний медичний науковий журнал, що інформує медичну спільноту про нові досягнення і перспективи розвитку української та світової медичної науки і охорони здоров'я, та сприяє в удосконаленні наукових знань в медицині.

## Історія та значення
Журнал заснований у 1918 році (стара назва — Врачебное дело) Національним університетом охорони здоров’я України імені П. Л. Шупика.
До 1992 р фінансувався Міністерством охорони здоров'я України – єдиним засновником журналу, виходив регулярно, з дотриманням термінів випуску, після відмови в економічній підтримці — 6 разів на рік, а потім — 4, в 2014 р — 12, в даний час — 8. Журнал завжди був і є в авангарді української медичної наукової літератури, трибуною МОЗ України для впровадження всього нового, інноваційного та перспективного в медичну галузь, тому редакція журналу докладає всіх зусиль, щоб не дати унікального видання непомітно зникнути.

## Цілі та проблематика
Метою журналу є публікація науково-практичних матеріалів найвищої якості з широкого кола питань медицини.
Журнал об'єднує майже всі напрямки медицини, а також публікує статті по організації охорони здоров'я та історії медицини, гігієни, біології та клінічної біохімії, терапевтичної ортопедії та стоматології, офтальмології, радіології, фізіотерапії, фітотерапії, генетиці, неонатології та ін. З розвитком медичної науки відкриваються і нові розділи, наприклад наномедицина.
Матеріали редакції розподілені по розділах:
- І - кардіологія;
- ІІ - гастроентерологія;
- ІІІ - пульмонологія, фтизіатрія;
- ІV - гематологія;
- V - урологія, нефрологія, сексологія;
- VІ - неврологія і психіатрія;
- VІІ - інфекційні хвороби;
- VІІІ - імунологія;
- ІХ - анатомія, патологічна анатомія, морфологія;
- Х - загальна гігієна;
- ХІ - організація охорони здоров'я і історія медицини;
- ХІІ - ендокринологія, геронтологія;
- ХІІІ - професійні хвороби, фіто- і фізіотерапія, нетрадиційна медицина;
- ХІV - онкологія;
- ХV - різний.

За кожним розділом закріплений член редакційної колегії — провідний фахівець в даній області.
Матеріали в журналі розміщуються за рубриками: "Огляд літератури", "Лекції", "Передова стаття", "Оригінальні дослідження", "На допомогу практикуючому лікарю", "Експериментальні дослідження", "Екологічні проблеми та здоров'я нації" та ін.

## Редакційна команда
Редакція — Інформаційно-науковий центр "Лікарська справа". Головний редактор — Дроговоз Світлана Мефодіївна.

## Індексація та архівування
Індексація журналу:
- Crossref Registration Agency (doi prefix 10.31650)
- Google Scholar Web search engine for academic publications
- Ulrichsweb & Ulrich's Periodicals Directory
- ERIH Plus
- WorldCat
- Фахові видання України
- Наукова періодика України
- Open Ukrainian Citation Index (OUCI)
- Index Copernicus International (ICI) та інші.

ISSN 1019-5297 (друкований); ISSN 2706-8803 (інтернет-журнал).